# Курочкин, Андрей Михайлович
Андре́й Миха́йлович Ку́рочкин (1770—1842) — русский кораблестроитель, корабельный мастер, управляющий Соломбальской верфью в Архангельске, под его руководством было построено и спущено на воду 87 судов и им лично более 50 кораблей различных рангов и классов, среди которых линейный корабль «Азов», ставший первым кораблём отечественного флота, удостоенным высшей награды для кораблей — кормовым Георгиевским флагом. Чертежи созданного им 74-пушечного линейного корабля рассылались для копирования на все верфи России. Генерал-майор Корпуса корабельных инженеров, его именем назван мыс на побережье южного острова Новой Земли.

## Биография
Андрей Михайлович Курочкин родился 15 июля 1770 года. Получил домашнее образование, все науки ему преподавал отец — Михаил Курочкин, служивший в одной из артиллерийских частей в Новгородской губернии, а затем в Санкт-Петербурге.

### Ранние годы
В 1779 году Андрея Курочкина зачислили канониром 1-й статьи в морскую артиллерию. В 1783 году был принят тиммерманским учеником 2-го класса при Главном адмиралтействе, а затем корабельным учеником. Науку судостроения Андрей постигал под руководством корабельных мастеров Ивана Ямеса, который вместе с Игнатием Ивановым строил 74-пушечный линейный корабль «Святая Елена» (спущен на воду 6 сентября 1785 года), и Кольманом, строивший 100-пушечный линейный корабль «Двенадцать апостолов».
1 января 1790 года А. Курочкин был произведён в корабельные подмастерья. В 1793—1794 годах самостоятельно построил 6-пушечные бомбардирские катера «Гремящий», «Непобедимый», «Этна» и «Сопка» на Санкт-Петербургской верфи. 6 декабря 1795 года получил чин прапорщика, а 6 декабря 1798 года был произведён в IX класс Табели о рангах.

### Корабельный мастер
27 сентября 1800 года А. М. Курочкин был произведён в корабельные мастера VIII класса.
В 1803 году Андрея Курочкина, как молодого и перспективного кораблестроителя направили в Архангелогородское адмиралтейство с назначением членом контрольной экспедиции на смену работавшему там старому корабельному мастеру Гаврииле Игнатьеву. Курочкин помог спустить на воду построенный Г. Игнатьевым фрегат «Лёгкий» и продолжил строительство 74-пушечного линейного корабля «Сильный», заложенного старым мастером. Курочкин полностью переделал чертёж «Сильного», чтобы обеспечить более надёжную защиту корпуса от гниения, усовершенствовал рангоут и повысил огневую мощь корабля. «Сильный» был спущен на воду 28 мая 1804 года и вошёл в состав Балтийского флота
. За постройку этого корабля А. М. Курочкин был пожалован от императора Александра I бриллиантовым перстнем «за прочное построение и хорошую отделку корабля», а за изобретённые флортимберсы (нижняя часть шпангоута, соединяющаяся с килем), признанные более удобными к строению судов, корабельному мастеру была объявлена признательность от главной контрольной экспедиции. 16 июля 1804 года на Соломбальской верфи в Архангельске Курочкин заложил 66-пушечный линейный корабль «Мощный» (спущен на воду 17 июня 1805 года).
В 1805 году Курочкин был назначен заведующим всеми кораблестроительными работами в Архангельском порту. 16 июля 1804 года заложил 20-пушечный катер «Соломбал», который спустил на воду 1 июля 1805 года
. Зимой 1805 года начал строительство четырёх кораблей. 16 декабря 1805 года на Соломбальской верфи заложил 44-пушечный фрегат «Быстрый» (спущен на воду 1 июня 1807 года), а 23 декабря 1805 года приступил к постройке ещё трёх 74-пушечных линейных кораблей: «Орёл», «Северная Звезда» и «Борей» (спущены на воду в мае 1807 года). 11 января 1806 года был произведён в корабельные мастера 7 класса.
В 1807—1809 годах корабел построил три 64-пушечных линейных корабля: «Победоносец», «Всеволод», «Саратов» (спущены на воду в мае 1809 года), три 74-пушечных линейных корабля: «Не тронь меня», «Трёх Иерархов» (спущены в мае 1809 года), «Святослав» (спущен 14 августа 1809 года) и 44-пушечный фрегат «Аргус» (спущен 1 июня 1807 года).
В 1810—1813 годах Курочкин построил ещё шесть 74-пушечных линейных кораблей: «Принц Густав», «Норд-Адлер» (заложены 20 ноября 1809 года, спущены 9 мая 1811 года), «Берлин», «Гамбург», «Дрезден» и «Любек» (заложены 10 марта 1810 года, спущены на воду 19 июля 1813 года).
31 мая 1811 года за успешную постройку линейных кораблей кораблестроитель А. М. Курочкин был награждён орденом Святого Владимира 4 степени. 14 марта 1812 года произведён в VI класс.
С 1814 по 1816 годы А. М. Курочкин построил два 74-пушечных линейных корабля «Арсис» и «Кацбах» (Заложены 30 января 1814 года, спущены 26 мая 1816 года), два фрегата — 44-пушечный «Патрикий» (заложен 30 января 1814, спущен 21 июня 1816 года) и по собственному чертежу 36-пушечный «Проворный» (заложен 8 ноября 1815, спущен 26 мая 1816 года), а также 30-пушечный транспорт « Урал». За заслуги в кораблестроении 14 марта 1816 года был пожалован в чин V класса и награждён орденом Святой Анны 2 степени.

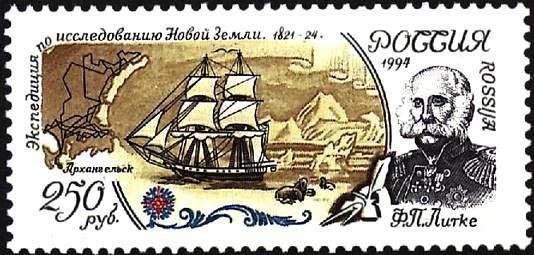
Бриг «Новая Земля» на почтовой марке России 1992 года.

В 1816—1818 годах корабел строил 74-пушечные линейные корабли «Ретвизан» (заложен 12 июля 1816, спущен 20 мая 1818 года), 24-пушечный фрегат «Помона» (заложен 12 июля 1816, спущен 13 августа 1817 года), 44-пушечный фрегат «Диана» (заложен 12 июля 1816, спущен 10 июня 1818 года). По чертежам и проекту А. Курочкина корабельный мастер В. Ф. Стоке на Охтинской верфи в Санкт-Петербурге построил и 16 августа 1816 года спустил на воду 36-пушечный фрегат «Поспешный».
10 июля 1819 года Курочкин спустил на воду 16-пушечный военный парусный бриг «Новая Земля», который строился специально для арктических плаваний, и в связи с этим имел усиленную обшивку. В 1821—1824 годах бриг под командованием Ф. П. Литке изучал побережье Кольского полуострова, архипелага Новая Земля и островов Баренцева и Карского морей.

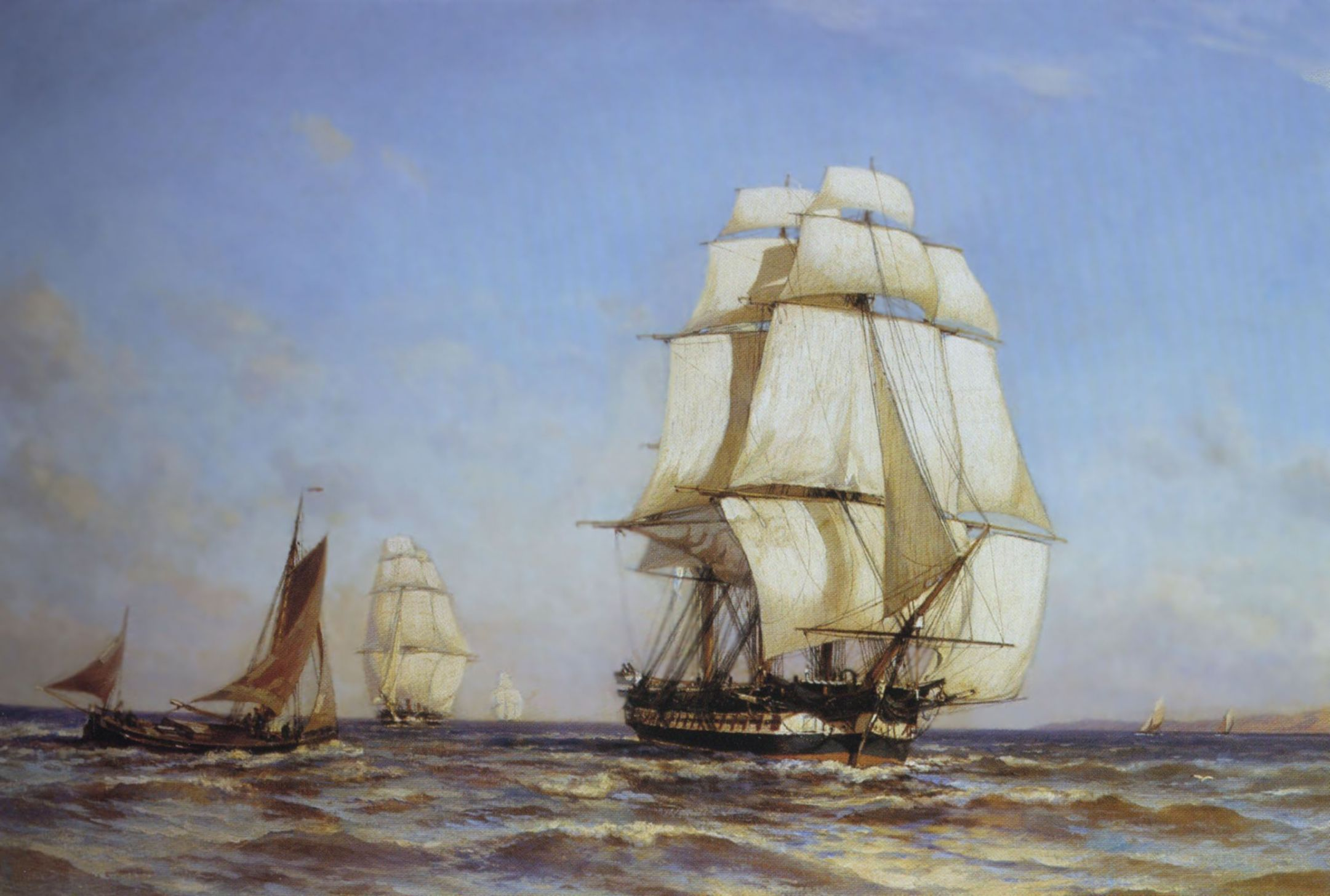
Фрегат «Меркурий». Картина художника А. К. Беггрова

31 июля 1819 года на Соломбальской верфи в личном присутствии императора Александра I заложил 44-пушечный фрегат «Меркурий» («Меркуриус») и спустил на воду два корабля: 74-пушечный линейный корабль «Трёх Святителей» (заложен 8 февраля 1818 года) и 44-пушечный фрегат «Патрикий» (заложен 18 февраля 1818 года), которые вошли в состав Балтийского флота. Императором Александром Первым Курочкину было назначено столовое жалование по 1200 рублей в год.

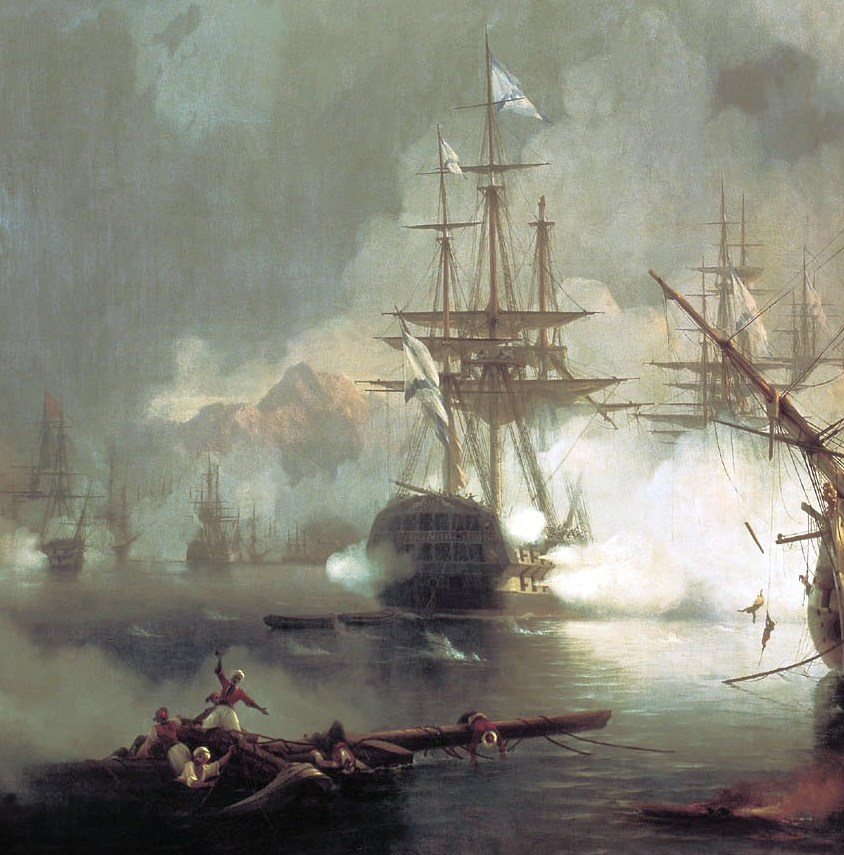
Корабль «Азов» на картине Айвазовского «Сражение при Наварине» (фрагмент, 1848)

В 1821—1824 годах строил 74-пушечные линейные корабли: «Святой Андрей» (заложен в 1820 году, спущен 18 мая 1821 года), «Сысой Великий» (заложен в 1820 году, спущен 22 мая 1821 года), «Прохор» (заложен 28 ноября 1821, спущен 23 мая 1823 года) и «Царь Константин» (заложен 5 июля 1824, спущен 21 мая 1825 года); фрегаты: 36-пушечные «Крейсер» (заложен 11 июня 1820, спущен 18 мая 1821 года), «Виндхунд» (заложен в 1822 году, спущен в мае 1823 года), «Елена» (заложен 5 июля 1824 года, спущен 21 мая 1825 года), 44-пушечные «Вестовой» (заложен в 1821 году, спущен 12 мая 1822 года), «Константин» (заложен 18 июля 1823, спущен 27 мая 1824 года), «Меркурий» и 24-пушечный «Помощный» (заложен 11 июня 1819, спущен 18 мая 1821 года)
17 июня 1826 года Курочкин был пожалован за отличие в IV класс, с переименованием в генерал-майоры Корпуса корабельных инженеров.
С октября 1825 по май 1826 года Курочкиным построил два 74-пушечных линейных корабля «Иезекииль» и «Азов», которые были спущены на воду 26 мая 1826 года. Помогал Курочкину в строительстве корабля молодой корабельный мастер В. А. Ершов, прибывший в 1824 году на северную верфь, в 1829 году сменивший его на посту управляющего Соломбальской верфи. «Азов» стал первым кораблём в отечественного флота, который 17 (29) декабря 1827 года удостоился высшей награды для кораблей — кормовым Георгиевским флагом — за проявленные мужество и отвагу в достижении победы в Наваринском сражении.
В 1825 году Курочкин завершил строительство брига «Лапоминка», а также первого по проекту Курепанова парового судна на Севере — парохода «Лёгкий» с паровой машиной в 60 л. с. Пароход предназначался для буксировки и проводки через мелководье крупных линейных кораблей. Позднее Курочкин заложил и второй пароход «Спешный», который достраивал корабел В. А. Ершов.
13 ноября 1829 года А. М. Курочкин был уволен от службы с пенсией 3000 рублей в год. Не имея семьи Курочкин жил в доме своей незамужней сестры Ирины Михайловны Курочкиной в Соломбале.
Умер Андрей Михайлович Курочкин 4 декабря 1842 года в Архангельске. Похоронен на Соломбальском кладбище, на могиле установлен памятник из чёрного гранита, могила охраняется государством.

## Память
- В честь кораблестроителя Курочкина был назван мыс на Карском побережье южного острова Новой Земли. Описал и назвал мыс П. К. Пахтусов в 1833 году[14][15].
- На набережной Северной Двины в Архангельске, у здания Северного морского музея установлен бюст кораблестроителю А. М. Курочкину[4].